# How Institutions Think
How Institutionns Think is voor het eerst in 1986 gepubliceerd. Het boek bevat de gepubliceerde versie van de Frank W. Abrams-lezingen die in maart 1985 werden gehouden door de invloedrijke cultureel antropologe Mary Douglas aan de Universiteit van Syracuse.

## Samenvatting
In How Institutions Think levert Douglas kritiek op de rationelekeuzetheorie die geworteld is in sociale antropologie en een structureel functionalistische benadering. Ze wil uitleggen hoe mensen samenwerken, en de rol van het bouwen en onderhouden van instellingen om manieren van denken vorm te geven die nuttig zijn voor samenwerking. Hiervoor bouwt ze voort op het werk van Émile Durkheim en Ludwik Fleck en voorbeelden uit de antropologie.
Ze stelt dat de rationelekeuzetheorie (dat mensen samenwerken omdat dit individueel voordelig is) empirisch waargenomen fenomenen, zoals zelfopoffering of niet-autoritaire, 'latente' groepen, niet kan verklaren. Het boek is bedoeld om alternatieve verklaringen te bespreken, zoals het bouwen van analogieën om gemeenschappelijke opvattingen van vroege menselijke gemeenschappen te ondersteunen.

## Invloed
In 2019 betoogde Marc Ventresca dat dit het bekendste boek van Douglas is.

## Recensies
- Ian Hacking in de London Review of Books, 22/8, 18 december 1986.
- Kenneth Lipartito in de Business History Review, 80/1, lente 2006, pp. 135-140.